# نقير (نبات)

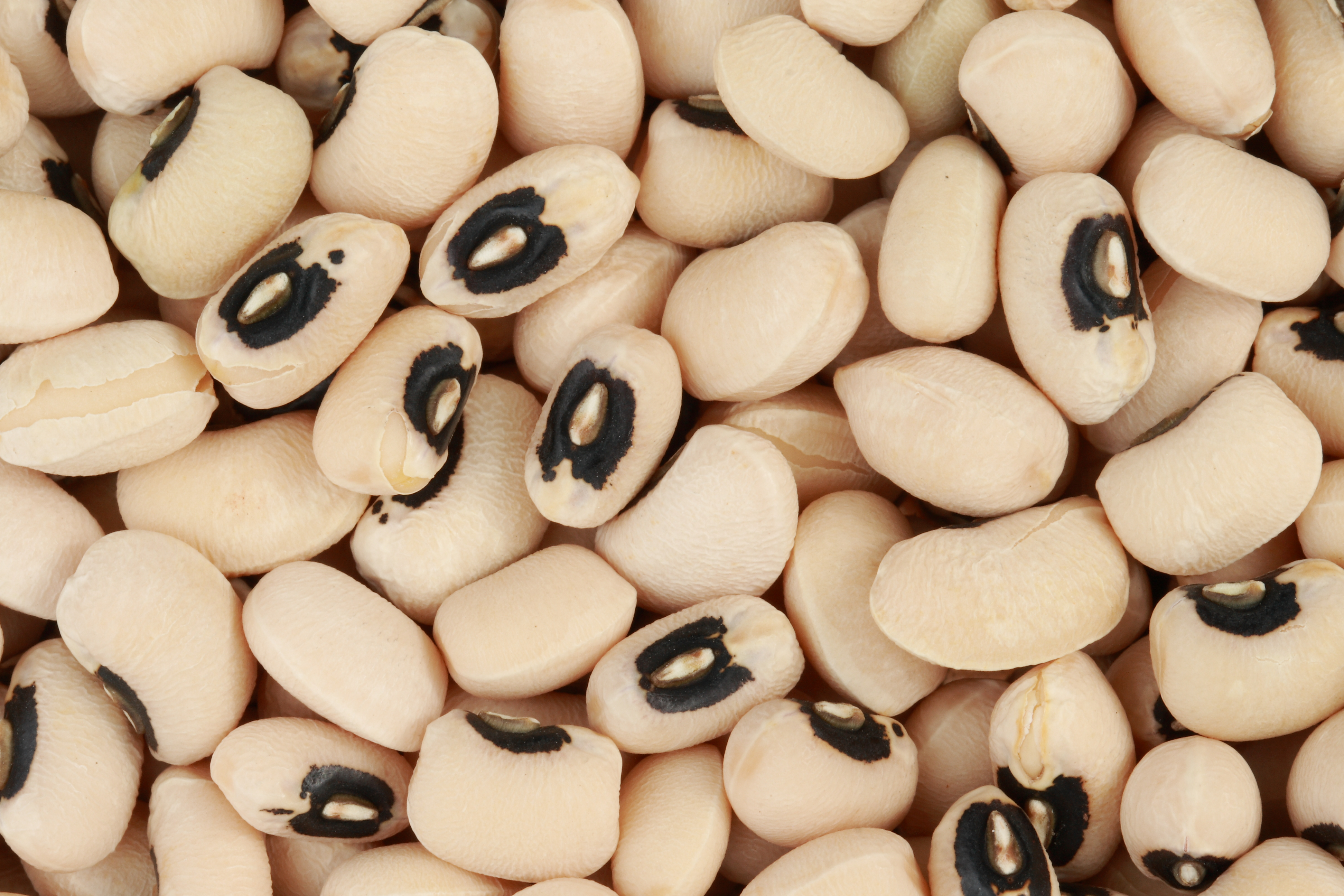
النقير هي المنطقة البيضاء في وسط اللطخة السوداء من نوع اللوبياء هذا.

النَّقير أو الأُنْقود في علم النبات ثَقْبٌ دقيق في القَصْرة أي غلاف البذرة يوجد في العادة في الطرف الأَمامي للبذرة بالقرب من السرة. وهي ندبة أو علامة تُركت على غشاء البذرة وقت التعلق السابق بجدار المبيض. قد يسمى النقير عيناً على بذور الفاصوليا في الإنجليزية.
النقير هو المسافة البادئة المجهرية المتروكة على الجراثيم عندما تنفصل عن دعامة المجيل عند أنواع الفطريات.